# بامیکس
بامیکس (انگلیسی: Bamix) شرکت الکترونیک سوئیسی است، که در سال ۱۹۵۳ تأسیس شد.